# Opoku Nti
Opoku Nti (Kumasi, Ghana, 23 de enero de 1961) es un exfutbolista de Ghana que jugaba en la posición de delantero.

## Carrera

### Club
| Periodo   | Club             |
| --------- | ---------------- |
| 1980-1985 | Asante Kotoko SC |
| 1985–1986 | Servette FC      |
| 1986–1989 | FC Aarau         |
| 1989–1990 | FC Baden         |
| 1990–1992 | FC Glaris        |

### Selección nacional
Jugó para Ghana en 45 ocasiones de 1981 a 1992 y anotó 12 goles; participó en tres ediciones de la Copa Africana de Naciones siendo campeón y seleccionado en el equipo ideal del torneo en la edición de 1982.

## Logros

### Club
- Liga de fútbol de Ghana (3): 1981, 1982, 1983
- Copa de Ghana (1): 1984
- Copa Africana de Clubes Campeones (1): 1983
- Copa SWAG (1): 1981
- Copa Presidente de Ghana (1): 1984

### Selección nacional
- Copa Africana de Naciones (1): 1982

### Individual
- Equipo Ideal de la Copa Africana de Naciones 1982.